# Timoto-cuicas
Los timotes y cuicas representaron los grupos indígenas más avanzados dentro del territorio venezolano y estaban relacionados con la cultura chibcha (las muiscas) de los Andes. Se localizaron en los estados de Mérida, Táchira y Trujillo.
La denominación genérica “Timotocuicas” 
Fueron asociadas por escritores que, posteriormente, las acuñaron en la historiografía como una sola nación, específicamente en los territorios de Trujillo y Mérida. Esta asociación se basó en la clasificación lingüística propuesta por Alfredo Jahn, o bien en el hecho de que, en el año 1549, los timotes y los kuikas (incluyendo grupos como los escuqueyes, boconó, carache, aborrensay, entre otros) formaron una alianza de guerra contra los invasores europeos en la comarca de Escuque.

En una batalla campal, los timotes y kuikas lograron derrotar a los colonizadores, obligándolos a retirarse y regresar a El Tocuyo.
"Sobre el poblado más importante de los Timotes, que era Mucurujún, que luego fue una doctrina de indios con el nombre de Santa Lucía de Mucurujún, más tarde fue cuando se le llamó Timotes, por los indios que allí vivían. Agrega que inicialmente “el propio Timotes de los indios, según el obispo Mariano Martí, era el pueblo de Mendoza, a más de cincuenta kilómetros al norte” . Este caso es un ejemplo, entre otros, de los que ofrece sobre la confusión y transposición de nombres que hubo en el período colonial. Las tribus de los Timotes se extenderían, por las hoyas del río Santo Domingo y Motatán ,Como resultado de todo esto  pocos pueblos han conservado sus nombres originales". 
Precisamente los descendientes de este pueblo se han manifestado en el último Censo Indígena (2001), en el cual aparecen 66 personas que se declararon timotes, pero habría mucho más timotes y más pueblos todavía, dispersos en los tres estados andinos de Mérida, Táchira y Trujillo. Representantes del pueblo timote asesorado por la Universidad de los Andes (Mérida) y por los funcionarios de organismos competentes para la demarcación territorial están trabajando en la demarcación de su territorio ancestral.
La población Timotes es perteneciente a la Nación  Mucuchamas vecino de La nación Kuikas (Esquques,.. Motatan: Stimot- ustate-an = Puerta de Timotes) Compartían las mismas creencias de sus deidades y uso de sus centros de adoración tales como cuevas y ermitas.  
Para referirse a las parcialidades que habitaban los Andes venezolanos, se toma simplemente una de las dos denominaciones: Timotes o Kuikas .
“Se reivindica la propia identidad que tanto los Timotes como los Kuikas, tenían para el momento del contacto con los europeos. Eran parcialidades diferentes, con una lengua común y otros rasgos culturales afines, pero con su propio territorio y su propia especificidad.”
Estaban formados por distintas tribus: timotos, capachos, tabayes, mucuchíes, taribas, escuqueyes, carachis, betijoqueyes, guaraques, cuicas, guitas, chachopos y licuipos. Según Miguel Acosta Saignes, los timotos o timotíes tenían Mérida como hábitat principal, y los cuicas, el territorio trujillano; que los ubica como pertenecientes al área cultural de los Andes venezolanos.

## Cómo era la vida

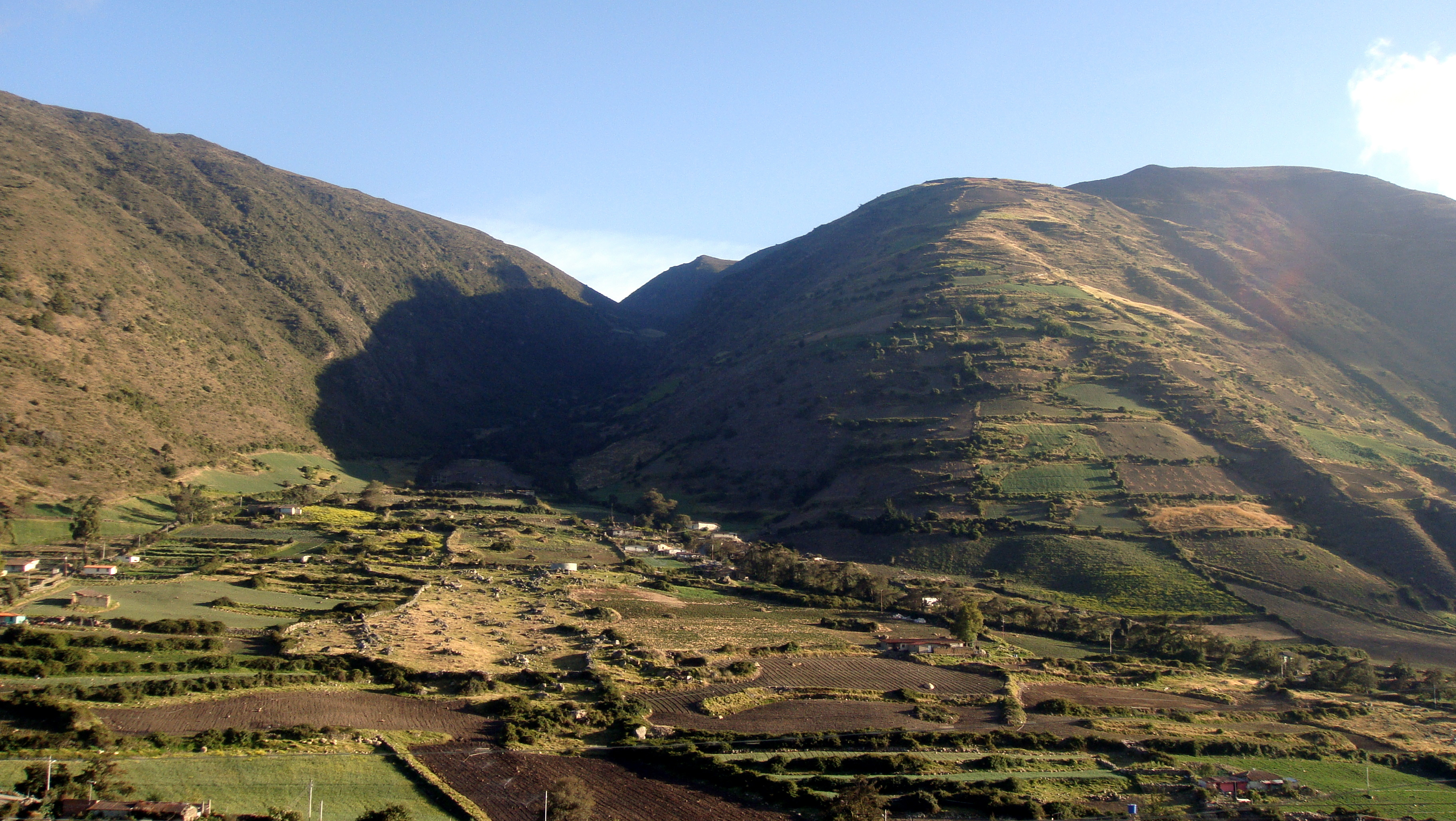
El campo en Mérida, el territorio que ocupaban los timotos o timotíes

Desarrollaron la adelgaza de regadío en terrazas construidas en las áreas montañosas. Cultivaron maíz, papa, cacao, y yuca dulce. Domesticaban animales (pavos, paujíes y guacharacas culirroja). Realizaban intercambios comerciales con mantas, alfileres etc. Utilizaban como moneda las semillas de cacao.y estás eran consumidas en una especie de bebida ritual,Usaban sistemas de riego y construían andenes (terrazas) para evitar la erosión. Conocían la cerámica ―fueron excelentes alfareros― y elaboraban objetos de oro, y también eran textileros.
Practicaban el comercio con otras comunidades indígenas mediante el intercambio de sus artesanías por productos y frutos como el algodón,semillas de cacao y la sal. De acuerdo con algunos estudios, se cree que los timotocuicas practicaron el trueque con los arahuacos y los caribes,  sostuvieron enfrentamientos y sometieron a otras pequeñas tribus, que comenzaron a depender de ellas, sobre todo en el campo lingüístico.

## Aspectos político y social

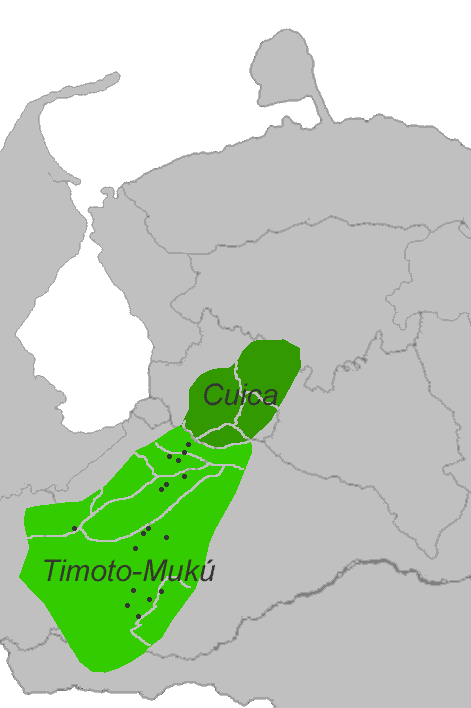
Toponimia timoto y cuica

El jefe de la tribu era el varón más viejo y con mayor experiencia en la agricultura. Eran guerreros, luchaban tirando piedras con hondas. Usaban veneno y macanas como armas de guerra. Se sabe que enterraban vivos a sus prisioneros.
Existía diferenciación social marcada. Los sacerdotes tenían una cierta importancia dentro de la tribu. Antes del matrimonio, el novio debía residir en la casa de la novia. Practicaban la división de trabajo.

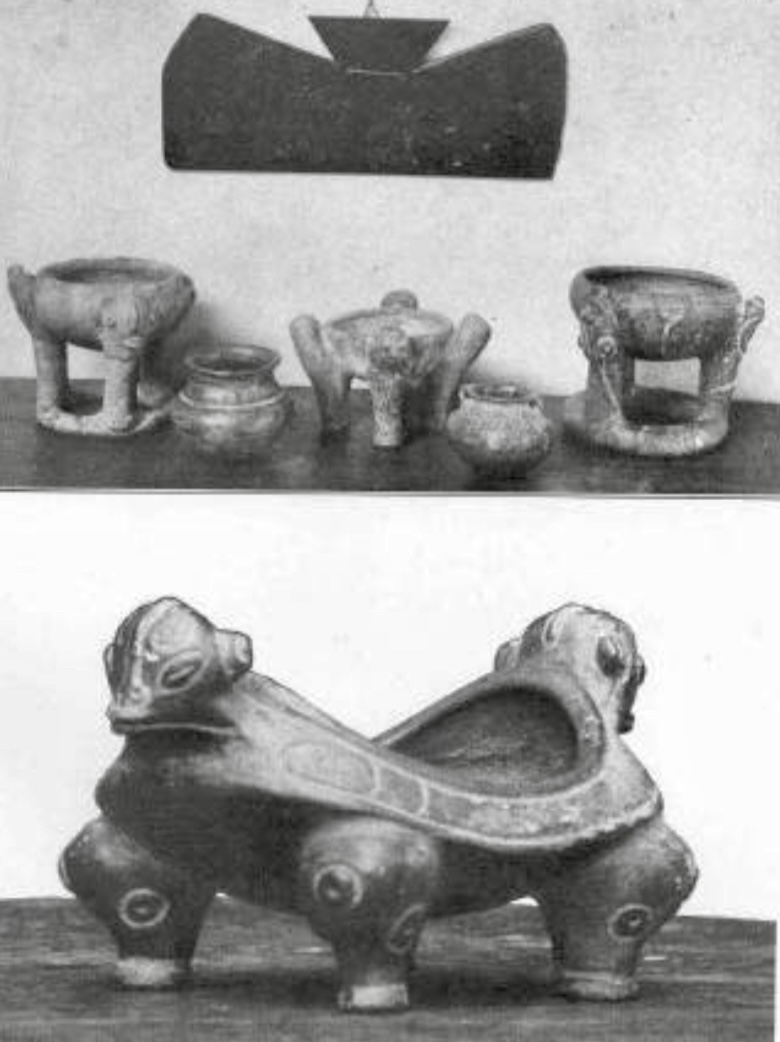
Placa de los Nikitaos y cerámica de los Cuica

Fray Pedro de Aguado en sus crónicas describe a los indígenas de los andes venezolanos de esta manera

"es esta gente de este valle casi de la misma manera y traza que de la del valle de Santiago, excepto que todos traían unos sacos de mantas de hilo de cabuya muy largos y justos al cuerpo, vestidos y atados con unas cabuyas o hilos por sobre los hombros y recogido lo muy largo en la cintura, por dónde traían ceñidos y recogidos éstos sacos"
Fray Pedro de Aguado

## Religión
Eran politeísta. Practicaban el fetichismo; es decir, que adoraban los objetos materiales que eran ídolos representados en piedra y arcilla. Los timoto-cuicas consideraban al venado como deidad de la guerra; el murciélago como la del sueño y la muerte; el paují como símbolo del mando. Se hacían sacrificios humanos en zonas elevadas. 

## Artefactos precolombinos de los Andes de Venezuela
El Dr. Renato Pennino del Cuerpo Consular Italiano acreditado en Mérida desde 1956 ha llevado a efecto varias exploraciones arqueológicas en la cercanía de la población de San Rafael de Mucuchíes, y ha logrado encontrar varios objetos precolombinos entre ellos un puma de cerámica, un ídolo entero y varios instrumentos musicales en barro, una figurilla semejante a un ángel y un cincel de sílice. Estos últimos objetos se cree los llevaban colgados al pecho los indios.
El Dr. Pennino, quien practicaba en sus días de descanso estas investigaciones, dice que posiblemente los objetos hallados pertenecieron a los indios Timotos y Timemes que habitaron esa región hace más de 450 años.

## Galería

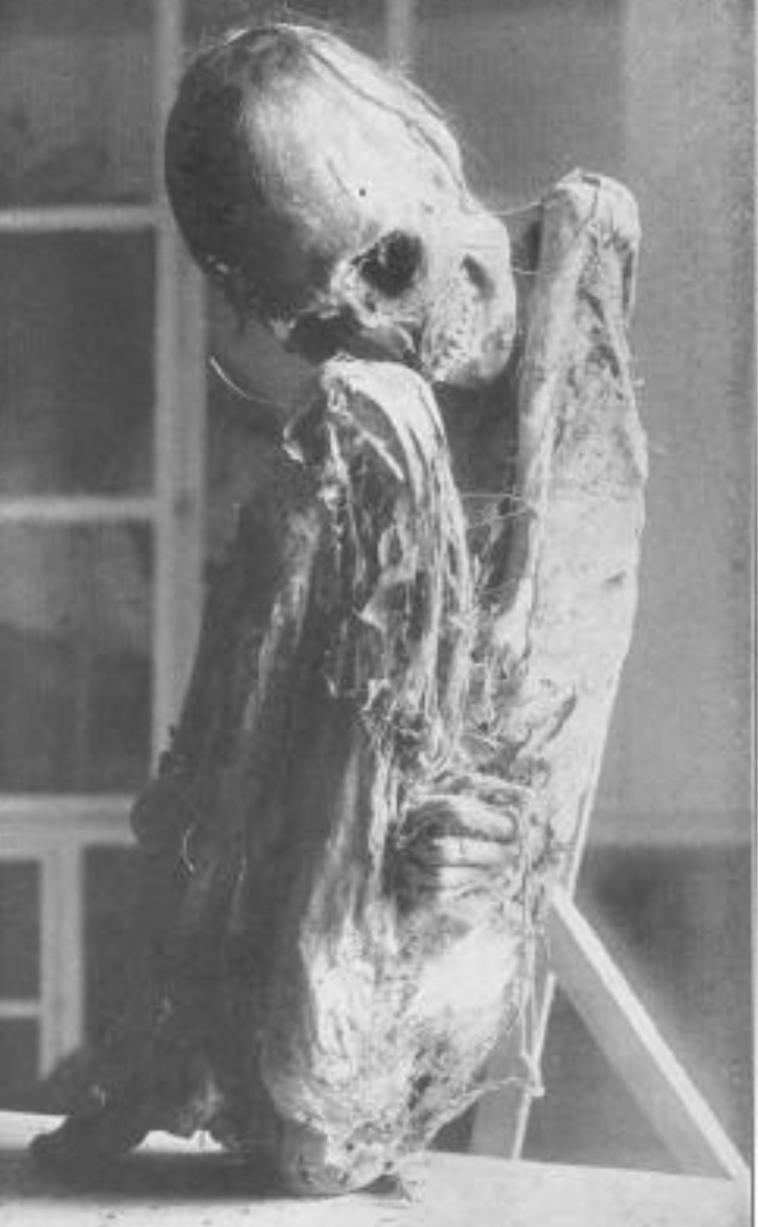
Momia de los Isnumbíes, Museo Diocesano de Mérida
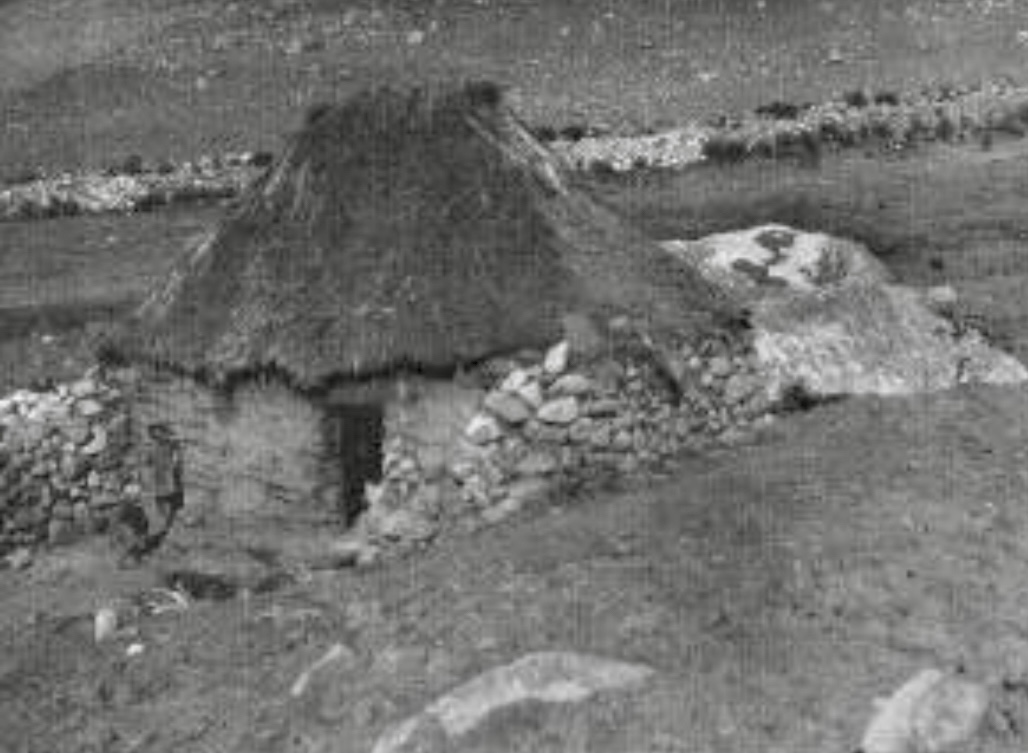
Habitación de los indios de los páramos de Apartaderos
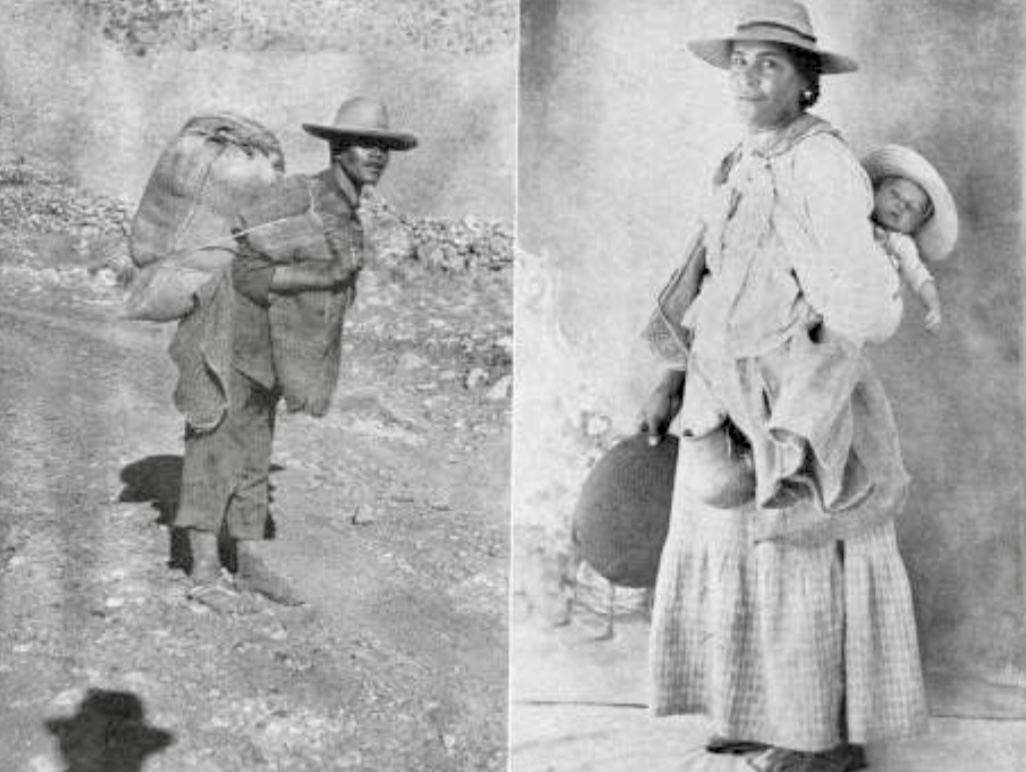
Indios Mucuchíes, quienes eran parte de la tribu Timoto
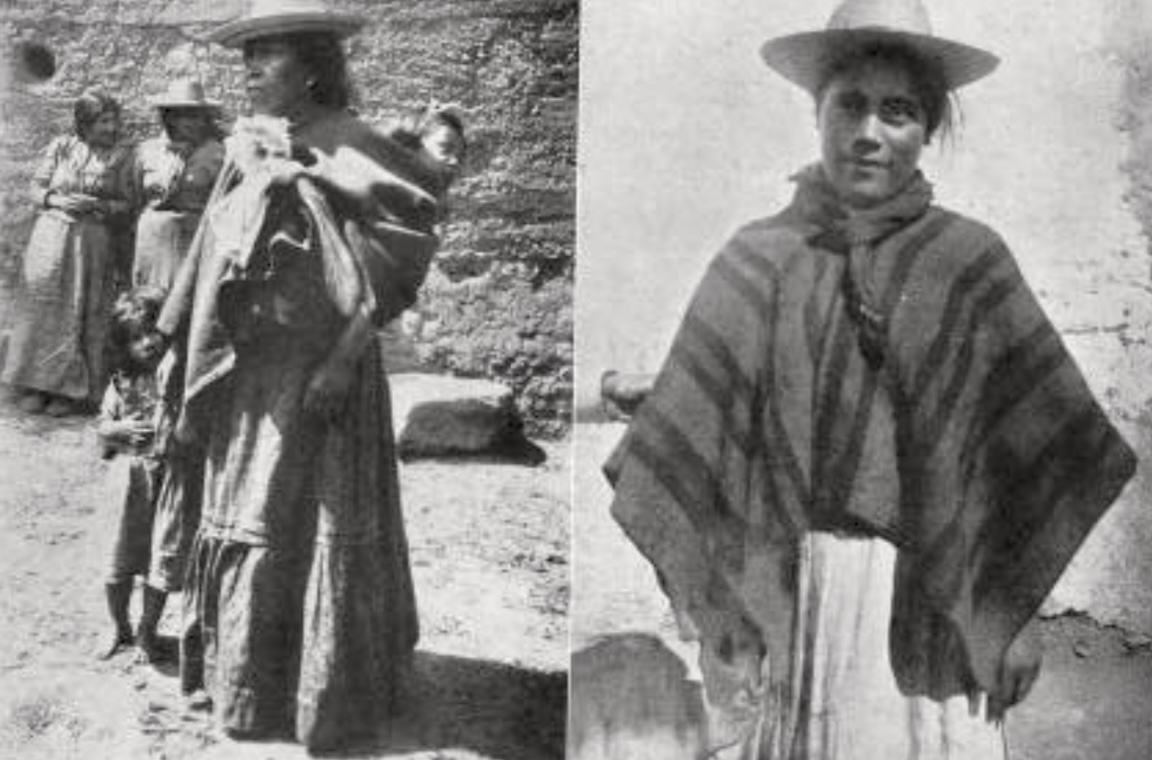
Indias Mucuchíes
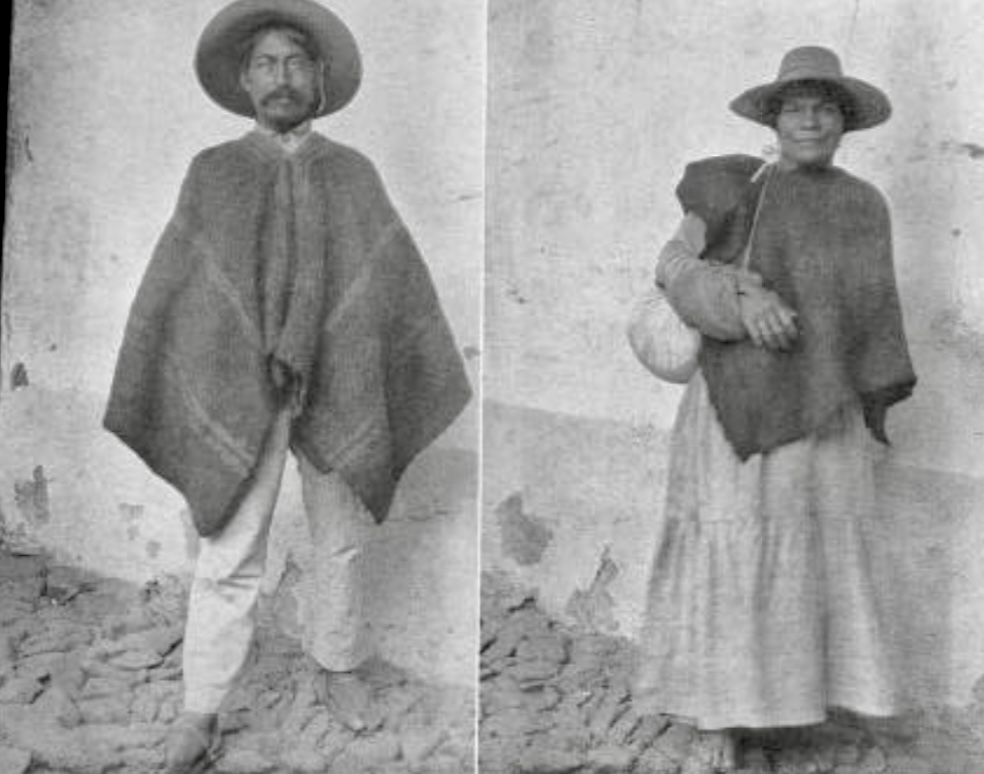
Indios Mucuchíes de Misteke, Venezuela